# Селищинское сельское поселение (Краснослободский район)
Селищинское се́льское поселе́ние — муниципальное образование в Краснослободском районе Мордовии Российской Федерации.
Административный центр — село Селищи.

## История
Статус и границы сельского поселения установлены Законом Республики Мордовия от 28 декабря 2004 года № 125-З «Об установлении границ муниципальных образований Краснослободского муниципального района, Краснослободского муниципального района и наделении их статусом сельского поселения, городского поселения и муниципального района».

## Население
| 2002 | 2010 | 2012 | 2013 | 2014 | 2015 | 2016 |
| ---- | ---- | ---- | ---- | ---- | ---- | ---- |
| 730  | ↘669 | ↘656 | ↘638 | ↘617 | ↘613 | ↘588 |
| 2017 | 2018 | 2019 | 2020 | 2021 |      |      |
| →588 | ↘587 | ↘577 | ↘561 | ↘519 |      |      |

## Состав сельского поселения
| № | Населённый пункт | Тип населённого пункта       | Население |
| - | ---------------- | ---------------------------- | --------- |
| 1 | Новая Горяша     | деревня                      | ↘0        |
| 2 | Селищи           | село, административный центр | ↘669      |
| 3 | Тройни           | деревня                      | ↘0        |